# Amapola Cabase
María Amapola Cabase (3 de noviembre de 1948, Cebú), conocida a veces simplemente como Amapola. Es una de las famosas actrices y cantantes de música jazz filipina. Con 590 giras de conciertos, esta diva ha vendido numerosas placas discográficas dentro y fuera de las Filipinas haciendo hacer conocer también su música a nivel internacional. Además fue una de las invitadas por la primera dama de la nación bajo el gobierno de Marcos, Imelda Marcos, esposa del expresidente de Filipinas, Ferdinand Marcos. Su carrera artística empezó en 1973. En 1977 también inaugura su programa en San Francisco, California en los Estados Unidos llamado "Amapola Presents Show". Además ha compartido su concierto con dos grandes pianistas filipinos ya desaparecidos como Bobby Enriquez y Cal Tjader, formando la banda Amapola's, como un debut de Jazz en su primer álbum discográfico titulado "Sophisticated Lady". Hasta el momento es una de las cantantes con una amplia trayectoria, desde sus inicios en la década de los 70', también obtuvo mucho éxito en la década de los años 80', 90' y 2000.

## Película, radio y televisión

### Lungson ng Cebú
- Children's Hour Morning Show Guest Appearance at Age 3 broadcasting on KZRC radio station Cebu City.
- Christmas DYRC-DYBU Special - Cebu Normal School Military Band Toy Orchestra of 100 Children conducted by Amapola.
- DYRC Noon Show appearances with veterans Stacs Huguete, Josie Lauron, Josephine Ferrer, and others.
- DYRC Sundowners Show appearances and other DYRC Specials.
- 1952 - Utlanan - Produced by Azucena Pictures.
- Manny Cabase Show - ABS-TV Cebu as regular feature appearing with the The Vikings.
- Amapola Sings - ABS-TV, produced, starred and co-directed with Marilyn Bajarias.
- San Miguel Brewery Inauguration - Mandaue Cebu with an All-National Star Cast.

### Manila
- Student Canteen Guest hosted by Leila Benitez and Eddie Elarde.
- Stop Look Listen (1971)Wednesday Weekly on ABS-CBN TV, Manila.
- An Evening With Pilita (1971) as Amapola and the Sounds, Special Guests.
- The Sensations (TV Comedy Sitcom) (1972) as Amapola with Vilma Santos.
- Etchos Lang Co-Host - Justo C. Justo's weekly TV show.
- Eat Bulaga frequent guest appearances until 1994.
- Joe Quirino's Seeing Stars - frequent guest appearances included co-hosting.
- Helen Gamboa Show (TV Musical) directed by Fritz Ynfante.
- Nelda Navarro Evening Show - Special Guest.
- Comedy Skits with Luis Gonzales, Nida Blanca, Caridad Sanchez, etc. ABS-CBN TV.
- Martin and Pops Special Guest, with a Martin Nievera duet feature.
- Rico Puno Show” Special Guest, with a Rico J. duet feature.
- Superstar Nora Aunor” several Guest appearances.
- 1970 - Plaza Miranda - Produced by Gloria Sevilla.
- 1971 - Mr. Lonely - Produced by Tagalog Ilang-Ilang.
- 1972 - You Are My Destiny- Produced by Tagalog Ilang-Ilang.

## Discografía
- Kapantay Ay Langit - 1971 canción del título de la película del mismo título.
- It's Great To Be Young - from the film "Sa Dulo Ng Ating Landas".
- Daluyong - from the film Daluyong ng LVN Productions.
- Cherry Blossoms - de la película del mismo título, producida por Jose Mari Chan.
- Never - 1972
- Secret Love - 1972
- One Love - 1972
- I'll Walk Alone - 1972
- Loss of Love - 1972
- Songs - 1972
- You Don't Know Me - 1972
- Hideaway - 1972
- Little Things Mean a Lot - 1972
- If You Love Me (Really Love Me) - 1972
- Sinner or Saint - 1972
- Face to Face - 1972
- Unsaon Ko - 1982
- Unya Nahanaw Ka - 1982
- Nahigwa-os - 1982
- Lilongon Ko - 1982
- Handumanan - 1982
- Patayng' Buhi - 1982
- Handuma Intawon - 1982
- Iluom Ko Lamang - 1982
- Guihigugma Ko Ikaw - 1982
- Sa Dulo Ng Ating Landas - 1982
- A Love Without A Name- 2007
- Jeux Interdit - 2007
- Cherry Blossoms - 2007
- Story of a Starry Night- 2007
- Be A Friend - 2007
- George Canseco Tribute- 2007

## Artistas relacionados
- Bobby Enriquez
- Pilita Corrales
- Mabuhay Gardens
- Dirk Dirksen